# Johann Jakob à Wengen
Pour les articles homonymes, voir Wengen (homonymie).
Johann Jakob à Wengen, né le 14 ou 18 décembre 1814 à Bâle et mort le 28 septembre 1875 dans la même ville, est un architecte néoclassique suisse.

## Biographie
Il est le fils de Johann Jakob (IV) à Wengen et d’Anna Margaretha Dietschy, Johann Jakob à Wengen devient l'un des trois célèbres architectes néoclassiques bâlois du XIXe siècle, avec Amadeus Merian (1808-1889) et Christoph Riggenbach.
Apprenti sculpteur du 4 juillet 1831 au 4 juillet 1836 chez Leonhard Müller, maître maçon à Bâle, il est nommé compagnon tailleur de pierre le 16 mai 1836, en même temps que Johann Pfenninger, de Zurich, et Amadeus Merian.
Il étudie l'architecture à Berlin, y participant au concours pour le Musée de l' Augustinergasse en 1841-1842, puis accompagnant Amadeus Merian lors de tous ses voyages en Allemagne du Sud. Le Kupferstichkabinett du Kunstmuseum de Bâle conserve de lui une aquarelle vraisemblablement exécutée lors d'un de ses périples allemands, intitulée Gasse in Bacharach. Il s'agit de la porte d'une vallée du Rhin située entre Mayence et Coblence. Le même musée détient également une aquarelle représentant le Palais des Doges à Venise, signée J. à Wengen fecit, cotée 1927-270.
En 1843, il est reçu à la corporation zu Spinnwettern, laquelle lui accorde son diplôme de maîtrise pour un essai sur la construction d’une prison.
En 1844, Johann Jakob réalise les stands de la Fête des Tireurs (archers) confédérés. Simultanément, de 1843 à 1845, à la demande de son frère Rudolf Leonhard à Wengen (1805-1872), il édifie, avec l'aide d'Amadeus Merian, la maison de la St. Alban-Vorstadt 108 dont la façade sera modifiée en 1956, l'un des rares monuments de Johann Jakob encore conservés.
En 1845, Johann Jakob aménage, agrandit ou reconstruit pour lui-même la maison de la Hebelstrasse, 21 déjà propriété de son père depuis 1806, héritée de sa mère en 1844, et où lui succédera son fils Hermann à Wengen (1845-1875). C'est dans le jardin de cette dernière qu'il aménage son atelier. Elle est entièrement détruite en 1970.
Vers 1864, Johann Jakob construit la maison de l'angle de la Riehentorstrasse, 33 et du Claragraben, 23 à Bâle, laquelle est démolie en 1954. Avec le cimetière Wolfgottesacker, ce monumental édifice est considéré comme l'un de ses travaux les plus importants.
Johann Jakob travaille dès 1866 sur deux nouveaux projets, un bâtiment de la Kannenfeld qui ne verra pas le jour et, l'autre de ses deux plus importantes réalisations, le portail d'entrée du cimetière Wolfgottesacker de Bâle, auquel il prévoit d'adjoindre chapelles, morgues et chambres funéraires. Une version simplifiée est finalement réalisée, laquelle est inaugurée en 1872. En outre, on lui doit encore un projet au crayon et à l'aquarelle datant de 1874 pour le Wettsteinbrücke.
Chez ses descendants se retrouvent aussi deux œuvres peintes : un paysage alpin fantaisiste, richement encadré en bois doré, ainsi qu'un paysage avec le Lac des quatre Cantons et Selisberg, sobrement encadré[réf. nécessaire].
Les Staatsarchiv de Bâle ont conservé tous ses plans.
Il est possible de lui attribuer, sans certitude néanmoins, la maison de la Eulerstrasse 42-46 datant de 1870, et celle de la Friedensgasse 15-19.

### Famille
Issu de la famille de Wängi (Thurgovie), dont l'ultime rejeton quitte Constance pour s'installer à Bâle vers 1550, Johann Jakob (V) est le petit-fils du peintre Hans Rudolf à Wengen (1704-1772) et le frère cadet de l'artiste-peintre bâlois Johann Mathias à Wengen (1805-1874).
Il épouse, en premières noces, à Bâle (Jakobskirche) le 9 janvier 1844 Louise Brückner, née à Bâle (Leonhardskirche) le 16 septembre 1819, morte à Bâle (Leonhardskirche) le 13 avril 1859, fille de Johann Jakob Brückner et d'Eleonore Elisabeth Eckenstein, dont il divorce le 13 décembre 1852.
Il épouse, en secondes noces, à Bâle (Jakobskirche) le 12 juin 1855 Juliana Hindermann, née à Bâle (Münster) le 3 août 1831, fille de Johann Jakob Hindermann et d'Anna Margret Kling. D'où cinq enfants de deux lits différents.

## Œuvres

### Assurées
- 1841-1842 : participation au concours pour le musée de l' Augustinergasse de Berlin.
- 1844 : constructions pour la fête des tireurs confédérés à Bâle.
- 1843-1844 : St Albanvorstadt 108 (maison de son frère Leonhard Rudolf à Wengen), transformée en 1956.
- Autour de 1845 : Hebelstrasse 21, nouvelle façade (depuis 1844 propre maison), détruite en 1970.
- Autour de 1850 : Claragraben 23 / Riehenstorstrasse 33, agrandie en 1864 et surélevée, démolie en 1954.
- 1866 : études de projet pour les bâtiments de la Kannenfeld- et Wolfgottesacker.
- 1874 : Projet pour le pont Wettstein[2].

### Attribuées
- Vers 1870 : Eulerstrasse 42-46 ; Friedensgasse 15-19[2].